# Marcus Marcelo
Marcus Marcelo de Barros Araujo, (Pesqueira, 17 de julho de 1973), é deputado estadual, filiado ao Partido Liberal (PL), eleito pelo estado de Tocantins.